# Justin Fields
Justin Skyler Fields (Kennesaw, Georgia, 5 de marzo de 1999) más conocido como Justin Fields, es un jugador profesional estadounidense de fútbol americano que se desempeña en la posición de quarterback en New York Jets, equipo de la National Football League (NFL).

## Carrera
Fue seleccionado en la primera ronda en la Reunión Anual de Selección de Jugadores de la NFL de 2021. Hizo su debut profesional con el equipo Chicago Bears, donde jugó tres temporadas, en 2024 pasó a Pittsburgh Steelers.